# Agente antischiuma
Un agente antischiuma o antischiumante è un additivo chimico che riduce e ostacola la formazione di schiuma nei liquidi dei processi industriali. I termini agente antischiuma e antischiumante si usano spesso in modo intercambiabile. Agenti usati comunemente sono oli insolubili, polidimetilsilossani e altri siliconi, certi alcoli, stearati e glicoli. L'additivo si usa per prevenire la formazione della schiuma o si aggiunge per rompere una schiuma già formata.
Nei processi industriali, le schiume pongono seri problemi. Ad esempio, causano difetti sui rivestimenti superficiali e impediscono il riempimento efficiente dei contenitori. Per prevenire la formazione delle schiume sono disponibili varie formule chimiche.

## Proprietà
Generalmente un agente antischiuma è insolubile nel mezzo schiumante e ha proprietà attive di superficie. Una caratteristica essenziale di un prodotto antischiumante è una bassa viscosità e una facilità di diffondersi rapidamente sulle superfici schiumose. Esso ha affinità con la superficie aria-liquido dove destabilizza le lamelle della schiuma. Questo causa la rottura delle bolle d'aria e la disgregazione della schiuma superficiale. Le bolle d'aria trasportate vengono agglomerate, e le bolle più grandi salgono più rapidamente alla superficie della massa liquida.

## Storia
I primi agenti antischiuma miravano a disgregare la schiuma visibile in superficie. A tale scopo si usavano cherosene, olio combustibile e altri prodotti petroliferi leggeri. Anche gli oli vegetali trovavano qualche utilizzo. Gli alcoli grassi (C7 – C22) erano antischiumanti efficaci ma costosi, che venivano aggiunti ai prodotti petroliferi per aumentarne l'efficienza. Il latte e la crema erano precursori dei moderni antischiumanti di tipo emulsionante.
Durante gli anni 1950, iniziarono gli esperimenti con gli antischiumanti a base di silicone. Questi erano basati sul polidimetilsilossano (olio di silicone) disperso in acqua od olio leggero. Gli oli di silicone funzionavano bene, ma causavano disturbi di superficie in molte applicazioni come le vernici e la fabbricazione della carta. Nel 1963 furono brevettati i primi agenti antischiuma con particelle idrofobe (silice idrofobica) in olio leggero. Nei primi anni 1970, si svilupparono le cere idrofobiche come l'etilene bis stearamide disperse in oli. Questi tipi di antischiumanti erano molto efficienti, ma la crisi petrolifera del 1973 li rese troppo costosi ed ebbe come risultato una spinta alla riduzione del contenuto di olio. La soluzione fu quella di aggiungere acqua. Così apparvero agenti antischiuma allungati con acqua (acqua in emulsione oleosa) e a base di acqua (olio in emulsione acquosa).
Lo sviluppo degli agenti antischiuma a base di silicone è continuato, usando emulsionanti diversi e oli di silicone modificati. All'inizio degli anni 1990, gli antischiumanti emulsionati con silicone che causavano meno disturbi di superficie si usavano con grande successo nell'industria della polpa di legno. Essi consentivano un migliore lavaggio, una ridotta domanda biochimica di ossigeno (in inglese biological oxygen demand, BOD) nei depositi effluenti e ridotti.

## Classificazione

### Agenti antischiuma a base di olio
Gli agenti antischiuma a base di olio hanno un veicolo oleoso. L'olio potrebbe essere minerale, vegetale, bianco o qualsiasi altro che sia insolubile nel mezzo schiumoso, ad eccezione dell'olio di silicone. Un antischiumante a base di olio contiene anche una cera e/o una silice idrofobica per aumentare la prestazione. Cere tipiche sono l'etilene bis stearamide (EBS), le paraffine, le cere esteriche e le cere di alcoli grassi. Questi prodotti hanno anche surfattanti per migliorare l'emulsione e disperdersi nel mezzo schiumoso.
Si tratta di antischiumanti potenti e normalmente sono i migliori per demolire la schiuma di superficie.

### Agenti antischiuma in polvere
Gli antischiumanti in polvere sono in linea di principio antischiumanti a base di olio su un particolare vettore come la silice. A questi si aggiungono prodotti in polvere come cemento, gesso e detergenti.

### Agenti antischiuma a base di acqua
Gli agenti antischiuma a base di acqua sono diversi tipi di oli e cere dispersi in una base acquosa. Gli oli sono spesso oli minerali od oli vegetali, e le cere sono saponi o esteri di alcoli grassi e acidi grassi a catena lunga. Questi sono i migliori come degasatori, il che significa che sono i migliori per liberare l'aria trasportata.

### Agenti antischiuma a base di silicone

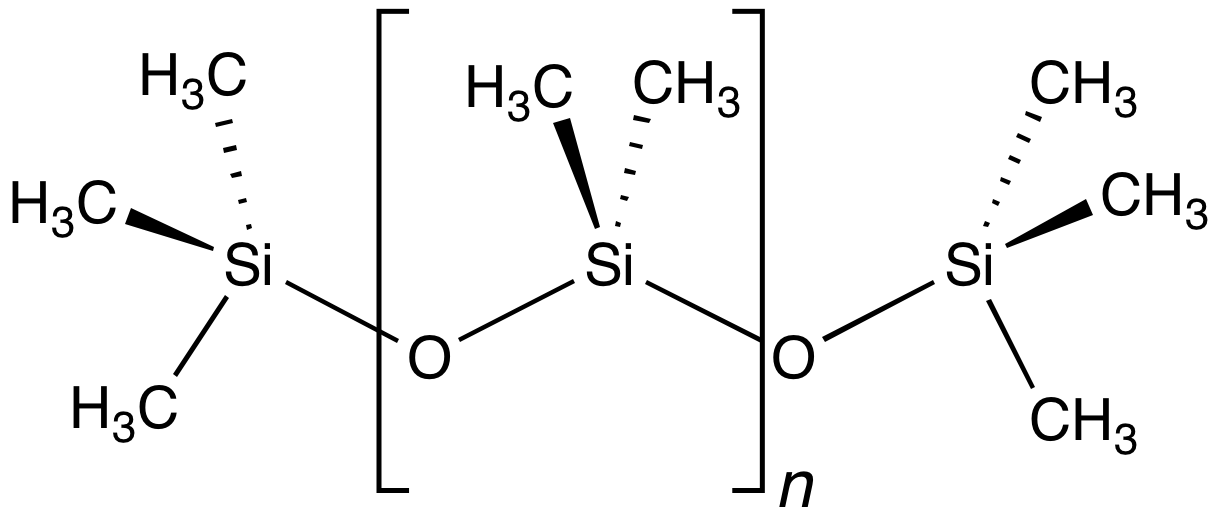
Il polidimetilsilossano è un agente antischiuma ampiamente usato.

Gli antischiumanti a base di silicone sono polimeri con catene principali di silicone. Questi potrebbero essere fornite come un olio o un'emulsione a base acquosa. Il composto al silicone consiste in una silice idrofobica dispersa in un olio di silicone. Si aggiungono emulsionanti per assicurarsi che il silicone si diffonda velocemente e bene nel mezzo schiumoso. Il composto al silicone potrebbe contenere anche glicoli di silicone e altri fluidi di silicone modificati.
Anche questi sono agenti antischiuma potenti e sono adatti sia per demolire la schiuma di superficie sia per liberare l'aria trasportata.
Gli antischiumanti a base di silicone sono adatti anche per sistemi schiumosi non acquosi come il petrolio greggio e la raffinazione del petrolio. Per applicazioni molto impegnative possono essere adatti i fluorosiliconi.

### Agenti antischiuma a base EO/PO
Gli agenti antischiuma a base EO/PO contengono glicole polietilenico e copolimeri di glicole polipropilenico. Sono forniti come oli, soluzioni acquose o emulsioni a base acquosa. I copolimeri EO/PO normalmente hanno buone proprietà di dispersione e sono spesso molto adatti quando vi sono problemi rilevanti di deposito.

### Poliacrilati alchilici
I poliacrilati sono adatti per l'uso come antischiumanti in sistemi non acquosi dove la liberazione dell'aria è più importante della disgregazione della schiuma di superficie. Questi antiaschiumanti sono spesso forniti in un veicolo solvente come i distillati del petrolio.

## Problemi industriali
La forma più notevole di schiuma è quella che galleggia sulla superficie della materia prima. È facile da monitorare e relativamente facile da gestire. La schiuma di superficie può causare problemi con i livelli dei liquidi e dare tracimazione. Questo potrebbe ridurre la velocità del processo e la disponibilità di attrezzature.

### Fattori legati a problemi meccanici
I fattori meccanici che possono generare la schiuma e l'aria intrappolata sono:
- guarnizioni che perdono sulle pompe
- pompe ad alta pressione
- mediocre progettazione del sistema (progettazione del serbatoio, dell'entrata della pompa, dello sbocco e del collettore)
- sblocco della pressione.

Le principali tipologie di aria che interessano i sistemi meccanici sono:
- l'aria disciolta: si comporta come parte della fase fluida, tranne per il fatto che può uscire dalla soluzione sotto forma di bollicine (aria trasportata)
- l'aria trasportata: consiste di bolle abbastanza piccole da raccogliersi in cima a un fluido
- le bolle che hanno sufficiente galleggiamento per risalire alla superficie e sono descritte come schiuma.

### La schiuma nei liquidi di processo e refrigeranti
La schiuma, l'aria trasportata e quella disciolta presenti nei refrigeranti e nei liquidi di lavorazione possono causare vari tipi di problemi, inclusi:
- riduzione sell'efficienza della pompa (cavitazione)
- ridotta capacità delle pompe e dei serbatoi
- crescita di batteri
- flottazione sporca / formazione di depositi
- ridotta efficacia della/e soluzione/i
- fermo macchina finale per pulire i serbatoi
- problemi di drenaggio nelle griglie e nei filtri
- problemi di formazione del materiale (ad es. in una cartiera potrebbe far sì che le fibre formino una lamina disomogenea)
- costo di reintegrazione del liquido
- costo di rigetto dell'intero materiale in caso di imperfezioni.

## Metodi di collaudo
Ci sono vari modi per collaudare gli agenti antischiuma.
Quello più facile è guardare la schiuma di superficie. Tutto ciò che occorre è un sistema per generare la schiuma. Questo si potrebbe fare con un sistema di pompaggio circolare con un boccaglio e una bombola o con un sistema di iniezione di aria in una bombola. Il cilindro è munito di una scala per misurare l'altezza della schiuma. Questa attrezzatura può avere un sistema di riscaldamento per controllare la temperatura.
L'aria trasportata può essere collaudata con un'attrezzatura simile, che ha un misuratore di densità che può registrare i cambiamenti della densità della soluzione nel corso del tempo.
Il drenaggio può essere collaudato con un sistema di filtraggio per misurare il tempo occorrente per drenare un liquido attraverso il filtro. Il filtro potrebbe essere pressurizzato o sotto vuoto.

## Applicazioni

### Detergenti
Gli agenti antischiuma si aggiungono in certi tipi di detergenti per ridurre la produzione di schiuma che potrebbe diminuire l'azione del detergente. Ad esempio, i detergenti per lavastoviglie devono essere a bassa produzione di schiuma perché la lavastoviglie possa funzionare correttamente.

### Cibo
Quando si usano come ingrediente nel cibo, gli agenti antischiumanti hanno lo scopo di contenere l'effusione o l'effervescenza nella preparazione o nel servizio. Gli agenti sono inclusi in una varietà di cibi come le crocchette di pollo sotto forma di polidimetilsilossano (un tipo di silicone).
L'olio di silicone si aggiunge anche all'olio alimentare per prevenire la formazione di schiuma nella frittura profonda.

### Uso industriale
Gli antischiumanti si usano in molti processi e prodotti industriali: polpa di legno, carta, vernice, trattamento delle acque reflue industriali, trasformazione alimentare, estrazione del petrolio, industria delle macchine utensili, attrezzi per il taglio petrolifero, idraulica, ecc.

### Farmaci
Gli agenti schiumanti si vendono anche commercialmente per alleviare sintomi tipo il meteorismo. Un esempio familiare è il dimeticone, che è il principio attivo in medicinali come Mylanta e Gas-X.